# Philodromus oneida
Philodromus oneida är en spindelart som beskrevs av Levi 1951. Philodromus oneida ingår i släktet Philodromus och familjen snabblöparspindlar. Inga underarter finns listade i Catalogue of Life.